# (9135) Lacaille
Pour les articles homonymes, voir Lacaille.
(9135) Lacaille est un astéroïde de la ceinture principale.

## Description
(9135) Lacaille est un astéroïde de la ceinture principale. Il fut découvert par Cornelis Johannes van Houten, Ingrid van Houten-Groeneveld et Tom Gehrels le 17 octobre 1960 à l'observatoire Palomar. Il présente une orbite caractérisée par un demi-grand axe de 2,31 UA, une excentricité de 0,131 et une inclinaison de 6,457° par rapport à l'écliptique.
Il fut nommé en hommage à l'astronome français Nicolas-Louis de Lacaille (1713-1762).

## Compléments